# Impostômetro

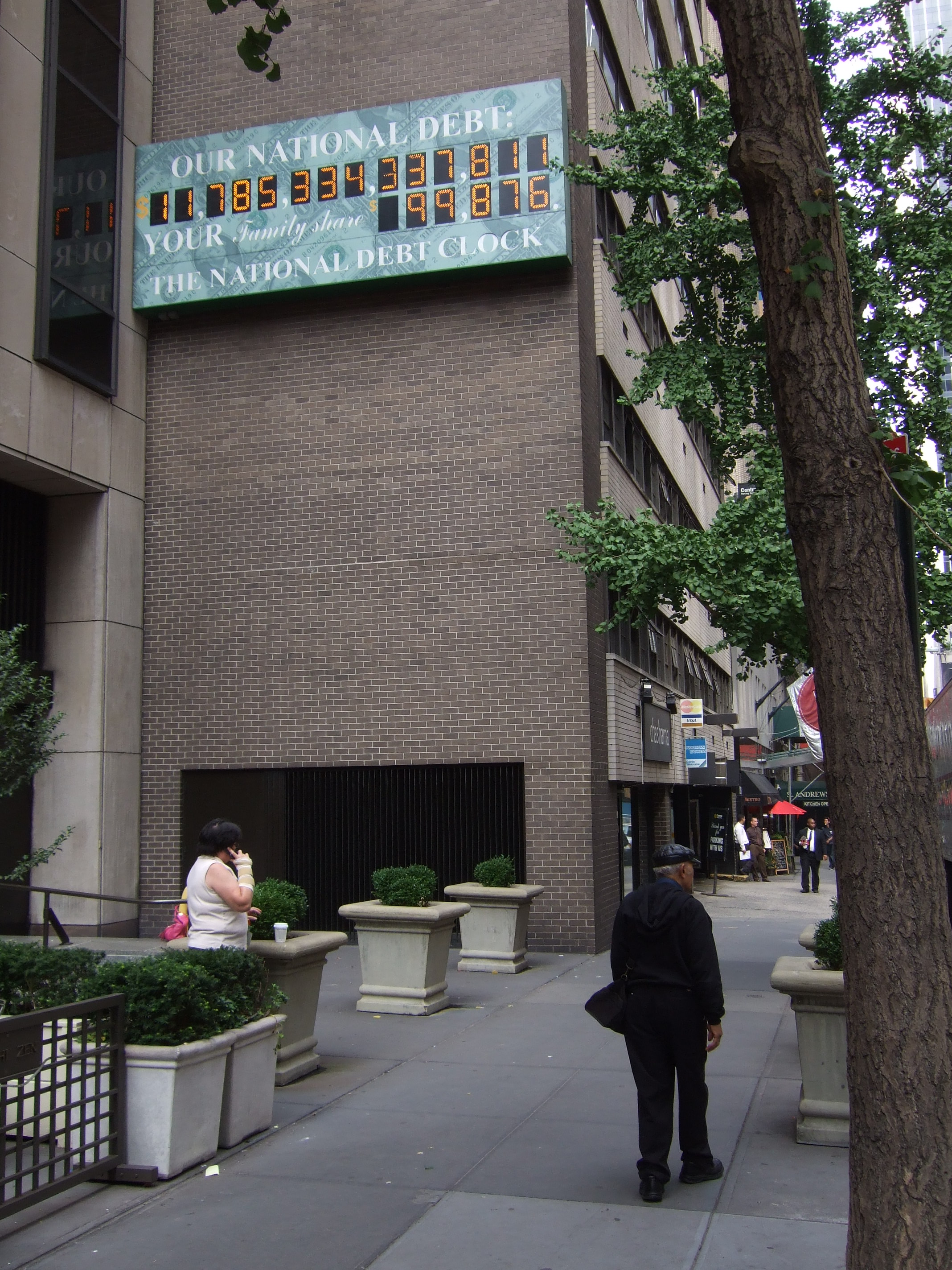
Foto do impostômetro americano National Debt Clock em 15 de setembro de 2009, com arrecadação de aproximadamente 11.8 trilhões de dólares.

Impostômetro (Debt Clock, em inglês) é um medidor estatístico para medir os impostos que um país paga em qualquer instante de tempo.
Como alguns impostos são contabilizados uma vez por mês (ou por ano), o impostômetro normalmente se utiliza de uma regressão estatística para deduzir a arrecadação tributária em qualquer instante de tempo. Como o método estatístico pode mudar de um impostômetro a outro, a saída apresentada pode variar de um contador para outro.
Em outros países, existem índices que são lançados periodicamente pelo governo, como americano US Debt Clock, o australiano Australian Taxation Office e o Debt Clock Canadense .
O primeiro impostômetro eletrônico do mundo está localizado nos Estados Unidos, o National Debt Clock. No Brasil o impostômetro mais conhecido, e inclusive o primeiro aparelho eletrônico do tipo na América Latina dedicado exclusivamente a medir impostos em tempo real, se localiza na fachada da Associação Comercial de São Paulo em associação com o Instituto Brasileiro de Planejamento Tributário (IBPT)